# Mario Tobino

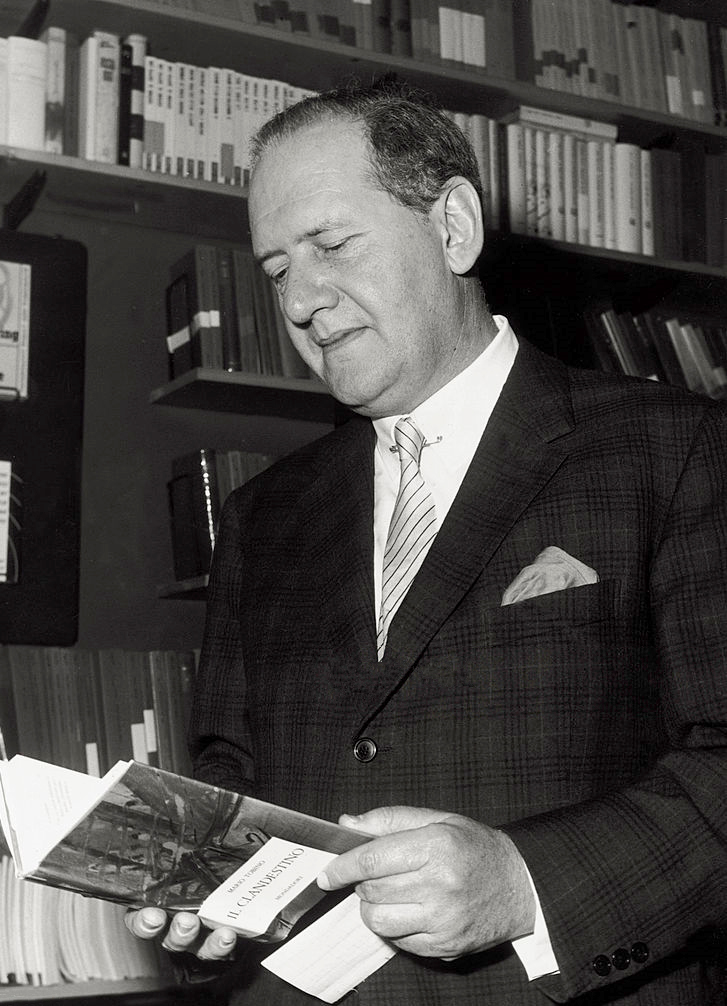
Mario Tobino en 1965

Mario Tobino (né le 16 janvier 1910 à Viareggio, dans la province de Lucques en Toscane – mort le 11 décembre 1991 à Agrigente, en Sicile) était un poète, écrivain et psychiatre italien contemporain.

## Biographie
Écrivain prolifique, Mario Tobino débuta en écrivant des poèmes, puis il se mit à écrire principalement des romans. Ses travaux sont caractérisés par une inspiration autobiographique et traitent souvent de thèmes sociaux et psychologiques. Il a su transposer dans ses romans son expérience médicale.
En 1962, il obtient le prestigieux Prix Strega pour Il clandestino, publié par Mondadori.

## Œuvres
Poésies
- 1934: Poésies
- 1955: L'As de pique

Romans
- 1942: Le Fils du pharmacien
- 1950: Drapeau noir
- 1951: Le Désert de Libye
- 1982: Les Derniers jours de Magliano
- 1956: La Braise des Biassoli
- 1958: Passion pour l'Italie
- 1962: Le Clandestin
- 1972: Par les escaliers anciens (Per le antiche scale, adapté au cinéma en 1975)
- 1976: La Belle des miroirs
- 1984: La Voleuse

## Œuvre
- Les derniers jours de Magliano, traduit de l'italien par Patrick Vighetti, Lyon, la Fosse aux ours, 2007  (ISBN 2-912042-79-8)
- (it) Opere scelte, édition de Paola Italia, introduction de Giacomo Magrini, Milan, Mondadori, 2007  (ISBN 978-88-04-54920-8)
- (it) Ecco Tobino : antologia degli scritti, Viareggio, M. Baroni, 2001  (ISBN 88-8209-165-1)
- (it) Passione per l'Italia, Florence, Giunti, 1997  (ISBN 88-09-20963-X)
- (it) Due italiani a Parigi, Milan, A. Mondadori, 1995  (ISBN 88-04-39605-9)
- (it) Le libere donne di Magliano, Milan, A. Mondadori, 1994  (ISBN 88-04-34089-4)
- (it) Per le antiche scale : una storia, Milano, A. Mondadori, 1992 Prix Campiello
- (it) Una vacanza romana, Milan, A. Mondadori, 1992